# Mont Kenashi (Shizuoka)
Le mont Kenashi (毛無山, Kenashi-yama) est une montagne culminant à 1 964 m d'altitude à la limite des préfectures de Yamanashi et Shizuoka au Japon. Au pied de la montagne s'étend le plateau d'Asagiri qui se prolonge jusqu'au mont Fuji. C'est le plus point culminant des monts Tenshi.

## Toponymie
Il existe deux versions contradictoires de l'origine du nom de la montagne. La première prétend que le nom est dérivé du fait que la montagne est totalement dépourvue d'arbres (木無し kenashi, lit. « sans arbres »). La deuxième que la montagne est couverte d'arbres (木成し kenashi, lit. « abondance d'arbres »). Avec le temps, le kanji qui désigne le nom a changé pour l'actuel 毛無 qui signifie « chauve ».